# Caritasverband für die Diözese Osnabrück

Logo des Caritasverbands

Der Caritasverband für die Diözese Osnabrück e.V. ist ein Verband der freien Wohlfahrtspflege mit Sitz in Osnabrück. Der 1916 von Bischof Hermann Wilhelm Berning gegründete Verband vereint 315 Träger sozialer Einrichtungen der katholischen Kirche im Bistum Osnabrück. Sie unterhalten unter anderem Kindertagesstätten, Krankenhäuser, Seniorenzentren, Einrichtungen für Menschen mit Behinderungen und Beratungsstellen.
Er ist Mitglied des Deutschen Caritasverbandes, der bedeutendsten sozialen Hilfsorganisation der römisch-katholischen Kirche in Deutschland.

## Mitglieder und Fachdienste
Zu den 315 Mitgliedern des Verbandes zählen alle katholischen Kirchengemeinden, die caritativen Fachverbände, karitativ tätige Orden und alle anderen katholischen Träger sozialer Angebote aus der Region. 719 Einrichtungen und Dienste von der Schwangerenberatung über Suchtprävention oder Migrationsberatung bis hin zu Kliniken und Kindertagesstätten kümmern sich jährlich um ca. 526.000 Rat- und Hilfesuchende (2021).

## Arbeitgeber
In den katholischen sozialen Einrichtungen, die der Caritasverband für die Diözese Osnabrück e.V. vertritt, arbeiten ca. 29.000 Menschen, davon machen ca. 1.500 eine Ausbildung. Ca. 1.600 Personen, davon 150 Auszubildende, sind direkt beim Caritasverband für die Diözese Osnabrück angestellt. 83 % der Mitarbeitenden sind weiblich.

## Arbeitsbereiche
Der Caritasverband für die Diözese Osnabrück ist Initiator zahlreicher Bundesmodellprojekte.
Mit der Anpacker-App bietet der Caritasverband engagierten Bürgerinnen und Bürgern und Organisationen, die Freiwillige suchen, seit 2017 ein Instrument, um bürgerschaftliches Engagement zu managen.
Das Selbstkontrolltraining „SKOLL“ für Menschen mit riskantem Konsumverhalten bei Alkohol oder anderen Drogen wurde Anfang 2009 vom Bundesgesundheitsministerium als Bundesmodellprojekt ausgerufen und an 16 Standorten in Deutschland umgesetzt. Das Selbstkontrolltraining wurde im Rahmen eines deutsch-niederländischen EU-Projektes entwickelt und im westlichen Niedersachsen durch den Osnabrücker Caritasverband erprobt. Neu an dem Ansatz ist, dass an dem Training Männer und Frauen aller Altersgruppen teilnehmen können, unabhängig von Suchtmittel oder Suchtverhalten.
Das vom Caritasverband Osnabrück initiierte Projekt „SPuK – Sprach- und Kommunikationsmittlung“ ist eine offiziell von der europäischen Beschäftigungsinitiative EQUAL geförderte Beschäftigungsinitiative für Flüchtlinge ohne gesicherten Aufenthalt. Ziel des Projektes ist es, die gesundheitliche Situation von Flüchtlingen zu stabilisieren und damit deren Beschäftigungsfähigkeit zu fördern. Die überregional erarbeiteten Konzepte wurden in der Region Osnabrück ausprobiert und umgesetzt. Die Ergebnisse des Projekts haben bundesweite Bedeutung.

## Regionale Caritasverbände
Der Caritasverband für die Diözese Osnabrück e.V. ist mit regionalen Unterverbänden in der Fläche des Bistums Osnabrück zu finden. Die regionalen Caritasverbände gliedern sich in die regionalen Beratungsstellen in Aurich, Emden und Leer (Caritasverband Ostfriesland); Meppen, Lingen, Papenburg und Sögel (Caritasverband für den Landkreis Emsland); Nordhorn (Caritasverband für den Landkreis Grafschaft Bentheim); Osnabrück, Melle und Bersenbrück (Caritasverband für die Stadt und den Landkreis Osnabrück), Twistringen und Diepholz(Caritasverband für die Landkreise Diepholz und Nienburg links der Weser).
Die Beratungsstellen bieten unter anderem Unterstützung durch Angebote der Allgemeinen Sozialen Beratung (ASB), Schwangerenberatung, Schuldnerberatung und Wohnungslosenhilfe.
Die regionalen Caritasverbände sind – anders als in vielen anderen Diözesan-Caritasverbänden – rechtlich nicht selbständig, sondern Einrichtungen des Caritasverbandes für die Diözese Osnabrück e.V. als Rechtsträger.
Neben den regionalen Verbänden ist auch der Landes-Caritasverband Bremen e. V. Mitglied des Caritasverbandes für die Diözese Osnabrück e.V. Er ist für den Bremer Teil der Caritas im Bistum Osnabrück verantwortlich.

## Beratung und Unterstützung
Um Menschen, die Rat und Hilfe suchen, zu unterstützen, unterhält der Caritasverband für die Diözese Osnabrück e.V. einerseits eigene Beratungsstellen und stationäre Einrichtungen, andererseits steht er anderen katholischen Trägern mit seiner Fachberatung zur Verfügung. Die ambulanten Beratungsangebote sind in den Beratungsstellen der Regionalen Caritasverbände oder in Trägerschaft der caritativen Fachverbände (In Via – katholische Mädchensozialarbeit, SKM – Katholischer Verein für soziale Dienste, Sozialdienst katholischer Frauen) organisiert, die Fachberatung wird durch die Fachbereiche des Diözesan-Caritasverbandes gewährleistet. Die stationären und teilstationären Angebote werden durch verschiedene katholische Träger vorgehalten.

### Ambulante Beratungsangebote
Die Allgemeine Soziale Beratung (ASB) ist der Basisdienst, dem oftmals die Funktion einer Clearingstelle zukommt. Klienten, die sich an die ASB wenden, haben in der Regel erhebliche finanzielle Probleme, die zudem mit anderen Problembündeln verknüpft sind: z. B. Arbeitslosigkeit, Überforderung, Krankheit, Familienprobleme o. ä. Die ASB arbeitet mit der Schuldner- und Insolvenzberatung, den Fachambulanzen für Suchtprävention und Rehabilitation und der Kur- und Erholungsberatung zusammen.
Die ambulante Wohnungslosenhilfe bietet mit ihren Beratungsstellen und einem Netz von Übernachtungsstellen Menschen ohne eigene Wohnung einen Anlaufpunkt.
Im Bistum Osnabrück sind in den letzten Jahren zudem an vielen Stellen  Soziale Kaufhäuser und Tafeln entstanden, die günstig den Bedarf an Essen, Kleidung und Gebrauchsgegenständen decken. Auch die Bahnhofsmissionen, die in Osnabrück und in Bremen in ökumenischer Trägerschaft organisiert sind, sind ein Anlaufpunkt.
Der Fachbereich Arbeitsmarktpolitik kooperiert eng mit allen Akteuren in diesem Feld, um Qualifizierungs- und Beschäftigungsmöglichkeiten zu erschließen. Die Beratungs- und Hilfeangebote richten sich auch an Jugendliche. Hier liegt eine der Aufgaben der Jugendsozialarbeit.
Die Schwangerenberatung steht Frauen und Familien zur Seite, für die die Geburt eines Kindes mit Sorgen verbunden ist. Weitere Unterstützung bieten die Angebote der Erziehungshilfen und Sozialpädagogischen Familienhilfe und der Adoptions- und Pflegekinderdienst.
Die Migrationsberatung unterstützt Menschen mit Migrationshintergrund bei Fragen zu Wohnung, Arbeit, Spracherwerb, Schule und Co.
Die Schuldnerberatung hilft Einzelpersonen oder Familien, die Geldprobleme haben oder überschuldet sind.

### Altenhilfe und Pflege
Der Caritasverband bietet seniorengerechte Wohnungen mit Serviceangebot, Pflege zu Hause, Tagespflege oder Altenpflegeheime. Menschen, die auf den Tod zugehen und deren Familien stehen 28 Pflegedienste und 51 Altenpflegeheime im Bistum Osnabrück zur Seite.

### Behindertenhilfe und Psychiatrie
Die vordringliche Aufgabe der Behindertenhilfe und Psychiatrie ist es, mit verschiedenen Diensten Menschen mit Behinderungen am Leben in der Gesellschaft teilhaben zu lassen. Dafür halten die katholischen Träger im Bistum Osnabrück Angebote vor wie zum Beispiel Familienentlastende Dienste, Frühförderung und Entwicklungsberatung, Heilpädagogische Kindertagesstätten, Kindertagesstätten für Hörgeschädigte, Sprachheilkindertagesstätten, Tagesbildungsstätten, Werkstätten für Menschen mit Behinderungen, Wohnangebote und Assistenzdienste.

### Suchtprävention und Rehabilitation
Im Bistum Osnabrück bieten vier stationäre Einrichtungen und elf Fachambulanzen bzw. ambulanten Beratungsstellen Hilfe für Suchtkranke und ihre Angehörigen. Die Einrichtungen sind von ProCumCert zertifiziert.
Zu den Aufgaben des Bereiches gehört die Entwicklung von Konzepte und Standards für die Bereiche der Prävention, der ambulanten Beratung (auch Angebote für junge Menschen), der ambulanten und stationären Behandlung und der Nachsorge. Dazu gehören Projekte wie „Skoll – Selbstkontrolltraining“, „HaLt – Hart am Limit“ oder „Candis – gezielte Therapie für Cannabisstörungen“.
Der Geschäftsbereich berät Selbsthilfeverbände, insbesondere den Kreuzbund, und unterstützt die ehrenamtliche Arbeit durch Praxisberatung und Fortbildung.

## Gesundheitseinrichtungen auf Norderney und Borkum
Der Caritasverband für die Diözese Osnabrück e.V. ist Gesellschafter der Caritas Gesundheitszentrum Borkum GmbH, die Trägerin der Fachklinik Helena am Meer auf Borkum ist. Der Caritasverband für die Diözese Osnabrück e.V. und das Bistum Münster sind Gesellschafter des Caritas Gesundheitszentrums für Familien Norderney GmbH und damit der nachfolgenden vier Einrichtungen:
- Fachklinik Maria am Meer (Rehabilitationseinrichtung für Frauen)
- Fachklinik Thomas Morus (Rehabilitationseinrichtung für Mutter/Kind und Vater/Kind)
- Familienerholungsstätte Friesenhof
- Gästehaus Caritas Inseloase